# LEDA 135657
LEDA 135657은 고래자리 방향으로 약 5억 6,724만 광년 떨어져 있는 나선 은하이다. 희미한 나선 구조가 있다.